# Eleição municipal de Rio Branco em 2012
A eleição municipal de Rio Branco em 2012 ocorreu no dia 7 de outubro e 28 de outubro para eleger um prefeito, um vice-prefeito e 17 vereadores no município de Rio Branco no estado do Acre no Brasil. A eleição teve dois turnos, sendo que no 1°, Marcus Alexandre (PT) obteve 48,30% de votos enquanto Tião Bocalom (PSDB) obteve 43,85%. No 2° turno, dia 28 de outubro, Marcus Alexandre, do PT foi eleito prefeito com 50,77% dos votos válidos, já seu adversário foi obteve 49,23% dos votos. O vice eleito da chapa de Marcus Alexandre foi Marcio Batista do PC do B. A eleição de Marcus Alexandre garantiu a hegemonia do Partido dos Trabalhadores à frente da política no Acre, cuja capital era governada pelo partido desde 2004 assim como o Estado desde 1998.

## Antecedentes
Na Eleição municipal de Rio Branco em 2008, Raimundo Angelim, do Partido dos Trabalhadores (PT), foi reeleitoà prefeito no primeiro turno com 50,82%, derrotando seu adversário Sérgio Petecão do PMN que obteve 25,60% de votos.O Partido dos Trabalhadores está a frente do governo no Estado desde 1998. Marcus Alexandre filiou-se ao PT em 2010, foi a primeira eleição que concorreu.

## Eleitorado

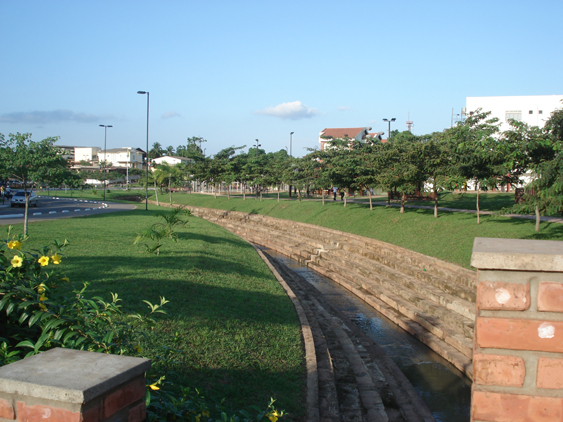
Foto do parque Maternidade, tirada em 2006

Na eleição de 2012, 226.366 eleitores estiveram aptos a votar.

## Candidatos
Foram seis candidatos a prefeito na eleição de 2012: Marcus Alexandre (PT), Tião Bocalom (PSDB), Fernando Melo (PMDB), Antonia Lucia (PSC), Leôncio Castro (PMN) e Professora Peregrina (PSOL).

## Campanha
A campanha política de Marcus Alexandre foi financiada por doadores, de acordo com a prestação de contas feitas à Justiça Eleitoral. O banco Itau doou R$ 50.000,00. No total, sua campanha recebeu R$ 72.200,00. Após ser eleito, Marcus Alexandre e seu vice, Marcio Batista apresentaram um plano de governo para administrar  Rio Branco nos próximos quatro anos. O plano foi apresentado no mês de junho e recebeu apoio dos ex-governadores da cidade, Raimundo Angelim, Jorge Viana, Binho Marques, do atual governador Tião Viana e da ex-presidente afastada, Dilma Rousseff. Para a elaboração do plano, o plano da coligação Frente Popular de Rio Branco teve a participação de duas mil pessoas e possui cinco vertentes de atuação:  Ampliando Condições de Infraestrutura e Mobilidade Urbana, Rio Branco Acolhedora, com Qualidade de Vida e Cuidando de suas Crianças, Rio Branco Plena de Direitos e Oportunidades, Cidade Sustentável com Desenvolvimento Econômico, Gestão Pública com Transparência e Participação Popular.

### Pesquisas
A apuração das pesquisas de intenção de votos encomendada pela Rede Amazônica, foi impugnada pela juíza da 1° zona eleitoral, Maha Manasfi e Manasfi por entender as perguntas feitas aos cidadãos polarizavam entre Marcus Alexandre (PT) e Tião Bocalom (PSDB). Já no segundo turno, novas pesquisas realizadas mostraram divergências, na pesquisa realizada pelo IBOPE o candidato Marcus Alexandre apresentava 53% e Tião Bocalom 47% e na pesquisa feita pela DELTA, o petista apresentava 48% e Tião Bocalom 47,11%, com margem de erro de três pontos para mais ou para menos.

## Resultados

### Prefeito
No dia 28 de outubro, Marcus Alexandre foi eleito prefeito com 50,77% dos votos. A eleição teve dois turnos.

#### Primeiro turno
| Candidato(a)                | Vice                      | 1º Turno 7 de outubro de 2012 | 1º Turno 7 de outubro de 2012 |
| Candidato(a)                | Vice                      | Votação                       | Votação                       |
|                             |                           | Total                         | Porcentagem                   |
| --------------------------- | ------------------------- | ----------------------------- | ----------------------------- |
| Marcus Alexandre (PT)       | Marcio Batista (PC do B)  | 85.282                        | 48,30%                        |
| Tião Bocalom (PSDB)         | Alysson Bestene (PSDB)    | 77.417                        | 43,85%                        |
| Fernando Melo (PMDB)        | Luiz Calixto (PSL)        | 8.333                         | 4,72%                         |
| Antonia Lucia (PSC)         | Hélio Gomes (PSC)         | 3.390                         | 1,92%                         |
| Leônico Castro (PSC)        | Valdete de Souza (PMN)    | 1.100                         | 0,62%                         |
| Professora Peregrina (PSOL) | Adalcido Vigilante (PSOL) | 1.046                         | 0,59%                         |
| Total de votos válidos      | Total de votos válidos    | 176.568                       | 94,36%                        |
| Votos em branco             | Votos em branco           | 2.764                         | 1,48%                         |
| Votos nulos                 | Votos nulos               | 7.789                         | 4,16%                         |
| Abstenções                  | Abstenções                | 39.245                        | 17,34%                        |
| Votos apurados              | Votos apurados            | 187.121                       |                               |

#### Segundo turno
| Candidato(a)           | Vice                     | 2º Turno 28 de outubro de 2012 | 2º Turno 28 de outubro de 2012 |
| Candidato(a)           | Vice                     | Votação                        | Votação                        |
|                        |                          | Total                          | Porcentagem                    |
| ---------------------- | ------------------------ | ------------------------------ | ------------------------------ |
| Marcus Alexandre (PT)  | Marcio Batista (PC do B) | 90.557                         | 50,77%                         |
| Tião Bocalom (PSDB)    | Alysson Bestene (PSDB)   | 87.818                         | 49,23%                         |
| Total de votos válidos | Total de votos válidos   | 178.375                        | 97,48%                         |
| Votos em branco        | Votos em branco          | 1.466                          | 0,80%                          |
| Votos nulos            | Votos nulos              | 3.142                          | 1,72%                          |
| Abstenções             | Abstenções               | 43.383                         | 19,16%                         |
| Votos apurados         | Votos apurados           | 182.983                        |                                |

### Vereador
Foram eleitos 17 vereadores, sendo que 13 eram da coligação de Marcus Alexandre.

Representação eleita
  PT: 4
  PMDB: 3
  PR: 2
  PP: 2
  PV: 2
  PDT: 1
  PPS: 1
  PTB: 1
  PSDB: 1

Fonteː
| Resultado da eleição para a Câmara Municipal de Rio Branco em 2012 por candidato | Resultado da eleição para a Câmara Municipal de Rio Branco em 2012 por candidato | Resultado da eleição para a Câmara Municipal de Rio Branco em 2012 por candidato | Resultado da eleição para a Câmara Municipal de Rio Branco em 2012 por candidato | Resultado da eleição para a Câmara Municipal de Rio Branco em 2012 por candidato |
| Candidato                                                                        | Número                                                                           | Partido                                                                          | Votos                                                                            | Porcentagem                                                                      |
| -------------------------------------------------------------------------------- | -------------------------------------------------------------------------------- | -------------------------------------------------------------------------------- | -------------------------------------------------------------------------------- | -------------------------------------------------------------------------------- |
| Eliane Sinhasique                                                                | 22222                                                                            | PR                                                                               | 2.827                                                                            | 1,59%                                                                            |
| Raimundo Vaz                                                                     | 11000                                                                            | PP                                                                               | 2.661                                                                            | 1,50%                                                                            |
| Prof. Roger                                                                      | 12345                                                                            | PDT                                                                              | 2.609                                                                            | 1,47%                                                                            |
| Gabriel Fornek                                                                   | 15999                                                                            | PMDB                                                                             | 2.465                                                                            | 1,39%                                                                            |
| Juracy Nogueira                                                                  | 13613                                                                            | PT                                                                               | 2.263                                                                            | 1,27%                                                                            |
| Roselane Esportes                                                                | 15015                                                                            | PMDB                                                                             | 3.846                                                                            | 2,12%                                                                            |
| Antonio Morais                                                                   | 23333                                                                            | PPS                                                                              | 2.203                                                                            | 1,24%                                                                            |
| Rose Costa                                                                       | 43066                                                                            | PV                                                                               | 2.112                                                                            | 1,19%                                                                            |
| Marcelo Jucá                                                                     | 13100                                                                            | PT                                                                               | 2.106                                                                            | 1,18%                                                                            |
| Marcelo Macedo                                                                   | 43200                                                                            | PV                                                                               | 3.092                                                                            | 1,70%                                                                            |
| Artêmio                                                                          | 14567                                                                            | PTB                                                                              | 1.972                                                                            | 1,11%                                                                            |
| Alonso Andrade                                                                   | 11444                                                                            | PP                                                                               | 1.938                                                                            | 1,09%                                                                            |
| Graça da Baixada                                                                 | 15555                                                                            | PMDB                                                                             | 1.947                                                                            | 1,09%                                                                            |
| Pastor Manuel Marcos                                                             | 13123                                                                            | PT                                                                               | 1.863                                                                            | 1,05%                                                                            |
| Rabelo Goes                                                                      | 22000                                                                            | PR                                                                               | 1.737                                                                            | 0,98%                                                                            |
| Dr. Donald                                                                       | 45444                                                                            | PSDB                                                                             | 1.711                                                                            | 0,96%                                                                            |
| Fernando Martins                                                                 | 13013                                                                            | PT                                                                               | 1.456                                                                            | 0,82%                                                                            |

| Votos apurados  | Votos apurados  | 187.121 | -      |
| Abstenções      | Abstenções      | 39.245  | 17,34% |
| Votos válidos   | Votos válidos   | 177.849 | 95,04% |
| Votos nulos     | Votos nulos     | 5.573   | 4,63%  |
| Votos em branco | Votos em branco | 3.699   | 1,98%  |
| Total           | Total           | 187.121 | 100%   |
| --------------- | --------------- | ------- | ------ |

## Análises
A vitória de Marcus Alexandre no segundo turno teve uma polêmica devido aos resultados divergentes nas pesquisas de intenções de votos, mas o petista ganhou com 50,77% dos votos. Nas eleições municipais de 2016, Marcus Alexandre tem grandes chances de se reeleger, apesar de não ser fácil por causa do impeachment da ex-presidente afastada, Dilma Rousseff e dos escândalos de corrupção envolvendo o Partido dos Trabalhadores. Mesmo assim, o presidente da Câmara de Rio Branco, Artêmiio Costa (PSB) fiz que possível impeachment da presidente Dilma Rousseff não irá atrapalhar a campanha de Marcus Alexandre.